# Compagnia Petrolchimica Marun
La Compagnia Petrolchimica Marun (in persiano شرکت پتروشیمی مارون‎) è un'azienda petrolchimica iraniana situata a Mahshahr, nella provincia del Khūzestān, fondata il 21 gennaio 1999.

## Storia
Marun Petrochemical Company, uno dei complessi di produzione petrolchimica dell'Iran, è stata istituita nella provincia del Khūzestān il 21 gennaio 1999. L'azienda è stata fondata in collaborazione con la Compagnia Nazionale Petrolchimica, il Fondo Pensione della Compagnia Petrolifera e il Gruppo Industriale Polymer Pooshineh. Marun Petrochemical è stata costruita su un'area totale di 102,5 ettari, comprendente due unità separate in due distinte regioni geografiche. La prima unità si trova nell'area del Campo Koreyt di Ahvaz, occupando 9,5 ettari al chilometro 15 della strada Ahvaz-Mahshahr. Questa unità è responsabile del recupero dell'etano e della produzione di materie prime per l'unità di olefine. Il prodotto viene trasportato attraverso un oleodotto di 95 chilometri fino alla Zona Economica Speciale Petrolchimica di Bandar-e Emam Khomeyni. La seconda unità è stata istituita su 93 ettari nel Sito 2 della Zona Economica Speciale Petrolchimica di Bandar-e Emam Khomeyni. Questa unità ospita l'impianto di olefine insieme ad altre unità di produzione e servizi ausiliari. Questa struttura a doppia ubicazione permette all'azienda di svolgere l'intero processo di produzione, dal recupero dell'etano ai prodotti petrolchimici finali, in una catena integrata. La costruzione dell'unità di olefine, nota come "Settimo Progetto Olefine", è iniziata nel 2000. La Marun Petrochemical Company ha avviato le sue operazioni nel 2006, circa otto anni dopo la sua fondazione. L'inaugurazione ufficiale dell'unità di olefine ha visto la presenza di Hassan Rouhani, allora Presidente dell'Iran. Il lancio di questa unità ha trasformato la Marun Petrochemical Company in uno dei principali produttori di olefine al mondo. Due anni dopo l'entrata in funzione, nel 2008, nell'ambito delle politiche di privatizzazione, la Compagnia Nazionale Petrolchimica ha trasferito la proprietà e la gestione di questa azienda al settore privato.

## Unità e prodotti
Il complesso comprende impianti di polietilene a bassa densità (LDPE), polietilene ad alta densità, polifenolo, olefine, ossido di etilene/glicole etilenico e test a ultrasuoni. L'impianto principale è quello delle olefine, che alimenta gli altri. Ogni impianto ha la propria licenza. Per esempio, la licenza per l'impianto LDPE proviene da Stamicarbon (SABIC).

## Sanzioni
Nel 2022, il Dipartimento del Tesoro degli Stati Uniti ha sanzionato le aziende petrolchimiche Marun, Kharg e Fanavaran al fine di colpire l'esportazione di prodotti petrolchimici iraniani.